# Cartografia iberica (1400-1600)

Il c.d. "Atlante catalano" (1375), completo di 8 fogli, realizzato da Abraham Cresques, cartografo di Pietro II d'Aragona fu donato dal sovrano ispanico al Re di Francia e funse da modello di molte mappe e portolani posteriori.

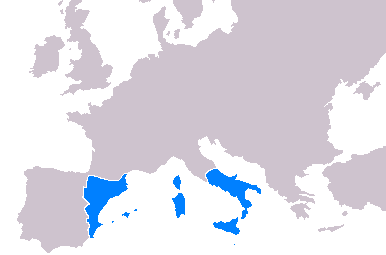
La Corona d'Aragona iniziò la sua espansione nel XIII secolo sotto Giacomo I d'Aragona, e dal XIV al XVI secolo i suoi territori includevano il Ducato di Neopatras (nell'attuale Grecia), il Regno di Sicilia, l'isola di Sardegna, l'isola di Corsica, Regno di Maiorca, Regno di Valencia, Principato di Catalogna e Regno d'Aragona. Tutti questi si unirono sotto un'unica Corona, la Corona d'Aragona.

I regni iberici dovettero alla cartografia molto del successo di cui godettero durante la cosiddetta "Età delle scoperte". In proposito è stato evidenziato come la cartografia sia stata importante nel permettere il dominio europeo sul mondo.
Anzitutto, le mappe sviluppate durante questo periodo servivano come strumenti di navigazione. Principalmente l'espansione della Corona d'Aragona (che comprendeva Regno d'Aragona, Regno di Valencia e Regno di Maiorca, insieme al Principato di Catalogna, tutti i suoi territori con riviera sul Mar Mediterraneo. La Corona d'Aragona controllava le rotte attraverso il Mar Mediterraneo dal Regno di Gerusalemme verso l'Europa, come parte della rotta commerciale nota come Via della seta.
Sono stati usati per rendere più facile il viaggio che si verificava in quel momento, eliminando le risorse inutili spese quando non veniva preso il percorso più efficiente e dopo che cose come i modelli del vento e la latitudine e la longitudine cominciavano ad apparire sulle mappe. hanno reso le attività marittime come l'esplorazione o la conquista meno dispendiose in termini di tempo e risorse. Le mappe sono state utilizzate anche come metodo per pianificare le masse continentali dai topografi in aree che dovevano ancora essere esplorate o non avevano molte statistiche documentate. Questo era spesso il caso delle Americhe, dove gli imperi iberici non iniziarono con prove molto documentate delle masse continentali.

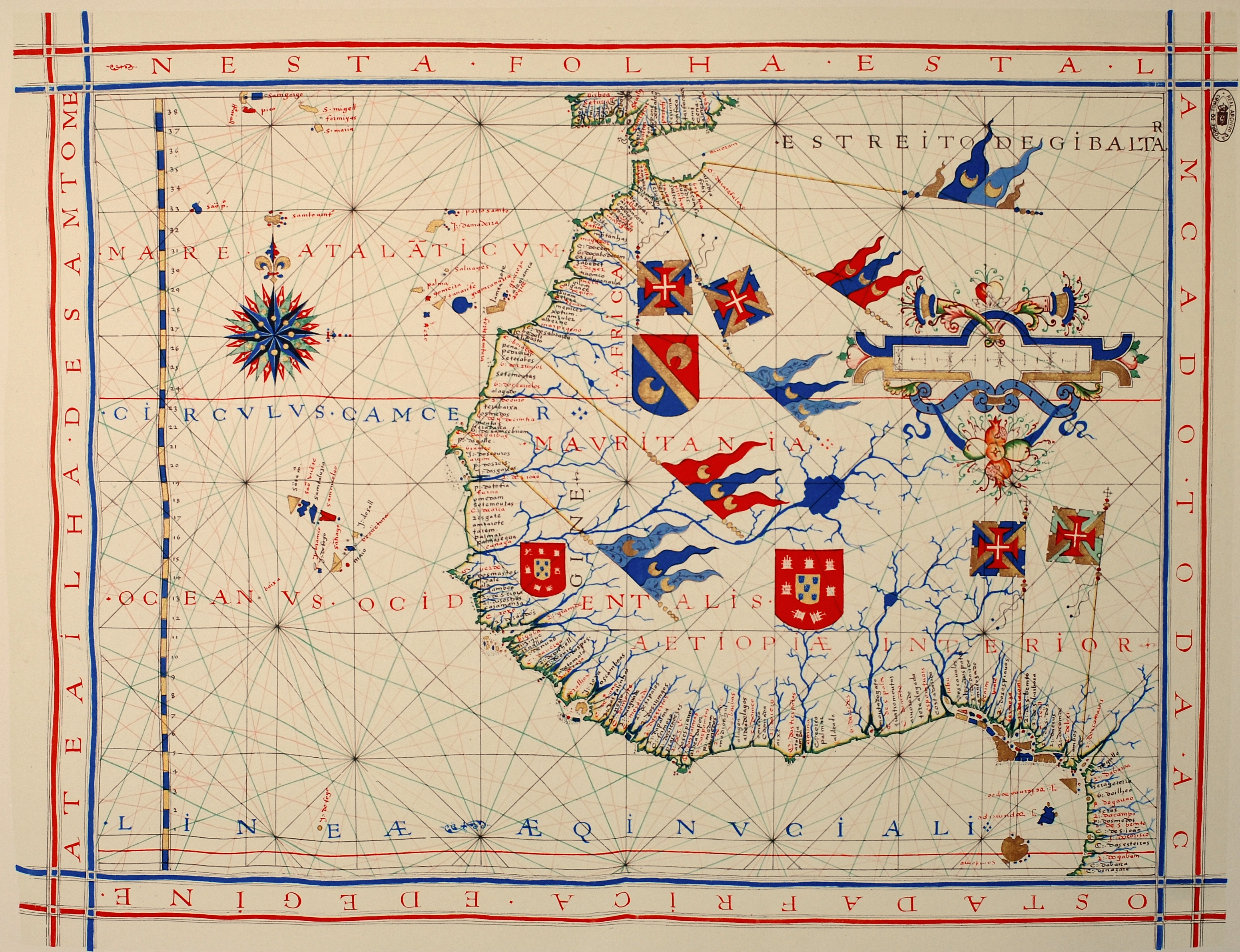
Una carta nautica pre-Mercator del 1571, del cartografo portoghese Fernão Vaz Dourado (c. 1520–1580). Appartiene al cosiddetto modello di grafico aereo, in cui le latitudini e le direzioni magnetiche osservate sono tracciate direttamente nel piano, con una scala costante, come se la Terra fosse piana (Archivio Nazionale Portoghese di Torre do Tombo, Lisbona).

Anche ancora, spesso prima che la disponibilità di mappe iniziasse ad aumentare, venivano usate come pezzi decorativi che venivano comunemente donati a individui di status sociale molto elevato come re o papi. Quelle mappe particolari avevano spesso leggende descrittive, che di solito consistevano in disegni integrati nella mappa reale. Un esempio di tale mappa sarebbe il c.d. "Atlante catalano", riccamente decorato, del 1375, donato al Re di Francia dal Re d'Aragona.
Un altro scopo dietro le mappe era la propaganda, e in quelle circostanze venivano usate per distorcere o falsificare le informazioni. Gli olandesi usarono una mappa particolare, conosciuta come la "mappa del cavaliere cristiano", durante la c.d. "Rivolta dei pezzenti" contro la Spagna. In relazione sia alla Spagna che al Portogallo e alle loro influenze reciproche in termini di cartografia, c'è stato un esempio molto significativo e abbastanza ovvio che ha iniziato a svilupparsi nel XV secolo. I portoghesi avevano iniziato a utilizzare scale di latitudine sulle loro carte nautiche, e una volta che i cosmografi portoghesi furono reclutati dalla Corona di Castiglia, le stesse linee iniziarono ad apparire anche sulle carte spagnole, che alla fine si svilupparono in quella che è nota come carta aeronautica.

## Evoluzione del processo di creazione di mappe
Dal punto di vista evolutivo, le misurazioni specifiche utilizzate nelle carte nautiche iniziarono ad avere un impatto pratico sulle mappe del mondo a partire dall'inizio del XIV secolo con l'inclusione di latitudine e longitudine. In precedenza, le mappe erano realizzate con metodi meno razionali di quelli matematici, come la teologia e la cosmologia, ma includevano anche riferimenti geografici e storici. All'inizio del Trecento comparve anche il primo atlante che fu creato legando insieme diverse mappe e divenne un prodotto più spendibile, pratico e portatile. La tecnica cartografica ha iniziato un'alterazione attraverso il pensiero geografico. Anche se non tutte le mappe sembravano uguali, un modello di caratteristiche si è sviluppato attraverso la forma rotonda e l'inclusione tipica di una sorta di paradiso, e sono state trovate su molte delle mappe di quel tempo.

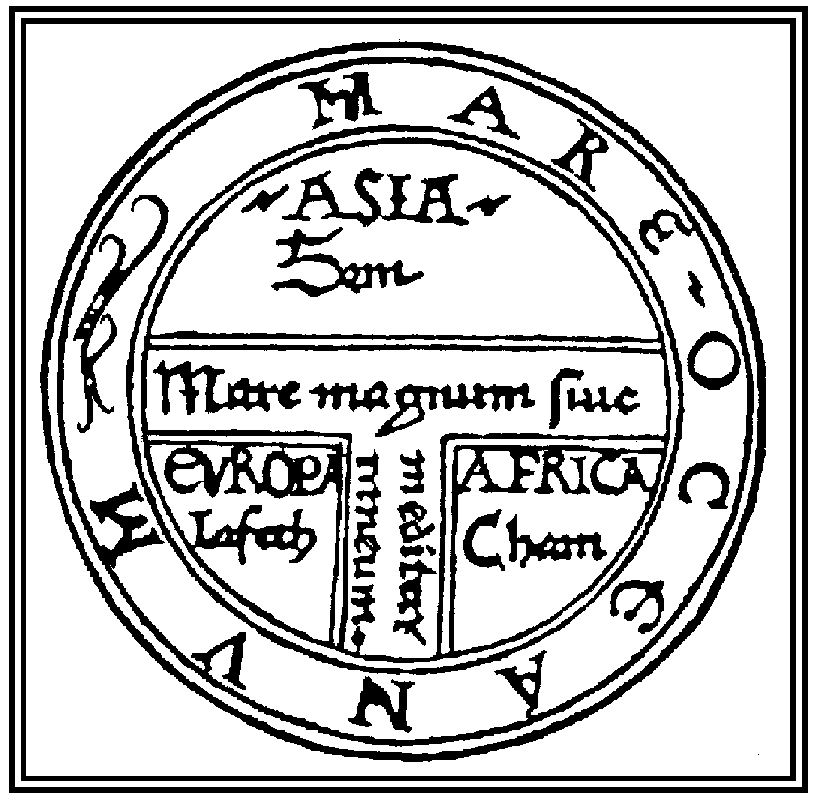
Copia (1475) della mappa del mondo a T e O di Sant'Isidoro.

Per comprendere meglio il processo cartografico è necessario fare un salto indietro nel tempo, come Claudius Ptolemaeus, meglio noto come Tolomeo, la cui opera in otto volumi intitolata Geografia ebbe un ruolo importante nello sviluppo della cartografia una volta tradotta in latino nel 1406. Tolomeo proiettò due diversi tipi di mappe nel suo testo. La prima, nota come proiezione conica, riguardava i paralleli di latitudine costituiti da archi di cerchio. La seconda, nota come proiezione pseudoconica, consisteva in linee di longitudine rotonde. Il lavoro di Tolomeo fu molto influente anche nella scienza islamica, le cui mappe erano abbastanza simili ai portolani ed erano in parte influenti sulla mappa catalana di Abraham Cresques. All'inizio del XIV secolo, molte delle mappe erano conosciute come mappe T e O, così chiamate per via di un cerchio che rappresentava la terra, e all'interno del cerchio una forma a T per designare la divisione di diverse masse terrestri conosciute, che erano Europa, Africa e Asia. Questo particolare stile era rappresentativo nella famosa Mappa Mundi spagnola che fu sviluppata alcuni secoli prima, ma fu anche la prima mappa effettivamente stampata nel 1472. Alcune di queste mappe precedenti facevano molto affidamento sull'influenza araba, che è evidente nell'inclusione di frequenti toponimi arabi. Si pensa che queste informazioni potrebbero essere state raccolte attraverso esperienze attraverso diverse rotte commerciali. Lo stile della mappa TO mostra una mancanza di informazioni riguardanti i dettagli specifici delle masse terrestri, ma una volta che il commercio ha cominciato a fiorire, così hanno fatto i dettagli nelle mappe. Seguendo la semplicità dello stile TO, le mappe hanno iniziato a crescere in uno stile più ampio, ispirato alla fantasia. Laddove prima la descrittività era minima, le mappe ora includevano bellissimi disegni di angeli e creature mitiche, e spesso queste mappe venivano usate per capire quella che era considerata la storia. Nel XV secolo, le mappe iniziarono a sviluppare un'idea e una rappresentazione di confini distintivi. Laddove le mappe precedenti si erano abbandonate a rappresentazioni fantastiche, la terminologia ha cominciato a comparire molto più frequentemente ora, come i nomi di regioni e province. L'influenza di un orientamento orientale è stata una delle prime cose a cambiare dalle caratteristiche tipiche delle mappe con la perdita di creature fantastiche raffigurate e l'inclusione di masse continentali più dettagliate, ed è possibile che ciò stesse accadendo perché l'influenza araba stava causando mappe orientamento per allontanarsi da est e più verso sud.

## I portolani

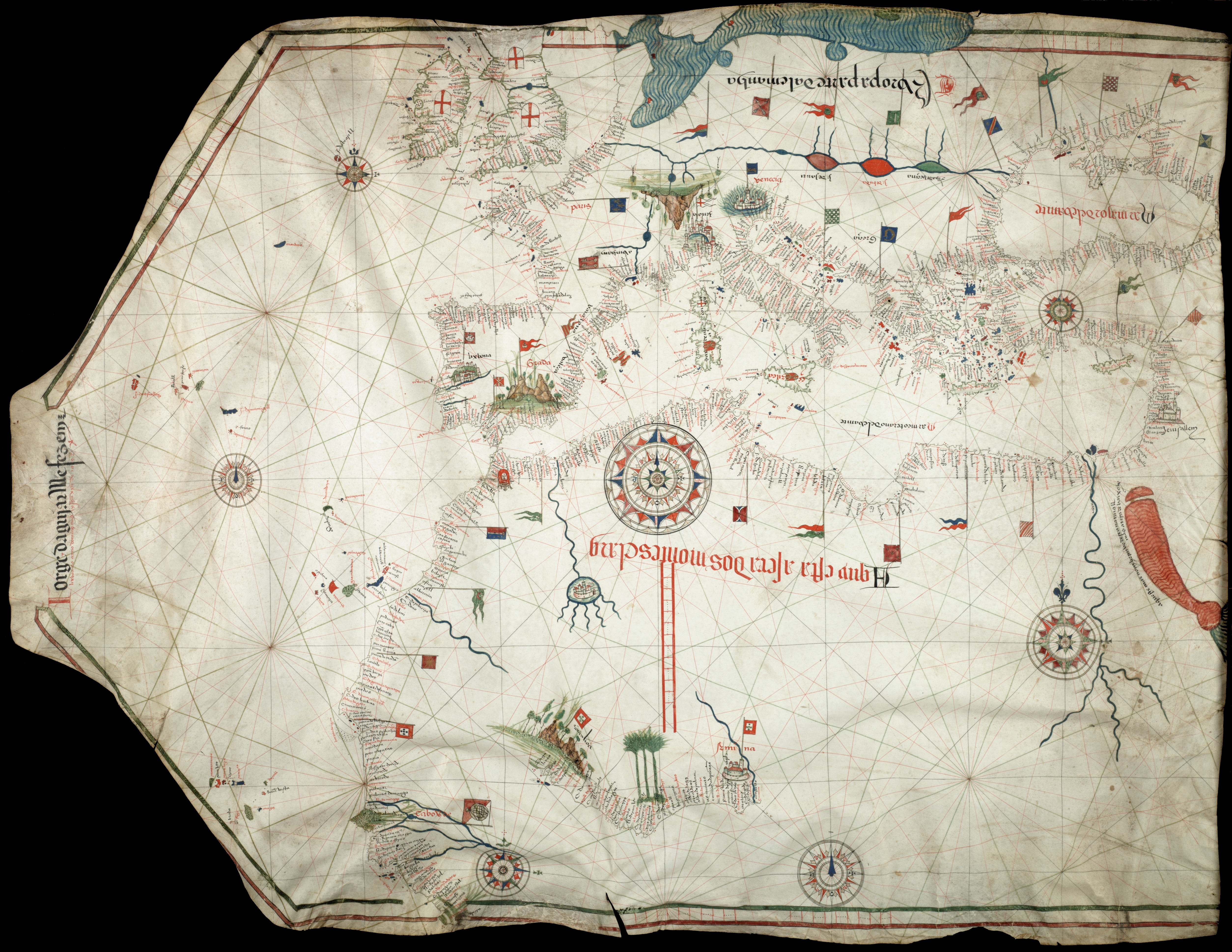
Portolano di Jorge de Aguiar (1492), la più antica carta firmata e datata di origine portoghese, oggi alla Beinecke Rare Book and Manuscript Library della Università di Yale.

Un portolano (il cui nome deriva dalla parola latina portus cioè "porto") è un manuale per la navigazione costiera e portuale o aeronautica basato sull'esperienza e l'osservazione, contenente informazioni relative ad una delimitata regione Mentre l'orientamento delle mappe precedenti era generalmente a est, e poi si spostava verso sud con l'influenza araba stabilita attraverso varie rotte commerciali, le carte portolane erano orientate a nord per renderle più facili da leggere. I portolani apparvero poco prima dell'inizio del XIV secolo ma la divisione di una creazione così pratica era molto significativa nel mondo della cartografia. Sono stati specificamente utilizzati per risolvere problemi specifici. Ogni carta era un individuo, che è importante rispetto alla mappa tipica, che doveva essere studiata spesso con una sorta di testo per accompagnarla. Si pensa che lo sviluppo dei portolani sia iniziato a causa di un crescente impero commerciale d'oltremare. Furono realizzati con carta e bussola e consentirono ai marinai di avventurarsi più lontano in mare aperto senza il significativo timore di perdersi senza speranza. Il produttore del grafico disegnerebbe una distanza in scala insieme ai cuscinetti della bussola per creare angoli al fine di collegare le diverse aree. Utilizzando la carta, il marinaio o il navigatore imposterebbero una rotta da un punto all'altro, quindi utilizzeranno le cosiddette lossodromie, che sono linee di longitudine che attraversano il meridiano esattamente con lo stesso angolo, per tradurre la rotta desiderata su una rotta della bussola.
Le carte includevano rappresentazioni descrittive delle coste e delle isole, che consentivano ai marittimi che erano abituati a utilizzare strumenti di navigazione come la bussola per trovare la strada verso dette coste e isole in mare. Incluse sulla carta c'erano una serie di linee spesse che sarebbero state usate insieme alla bussola per raccogliere i rilevamenti. Spesso le carte non includevano alcuna informazione sulle strutture interne. C'erano delle eccezioni, ma erano poche e di solito limitate alle copie della biblioteca. Non tutte le mappe che designavano le informazioni che sarebbero state più vantaggiose per gli imperi iberici venivano prodotte in Portogallo o in Spagna, e lo stesso valeva per le informazioni utilizzate dai portolani. Altre mappe venivano prodotte in Italia e in Germania, entrambe incorporavano non solo idee geografiche, ma anche idee religiose e accademiche. Allo stesso tempo, stavano usando le informazioni che i marinai portoghesi avevano acquisito ambiziosamente. Le carte delle direzioni di navigazione si espansero man mano che le nuove rotte di navigazione diventavano più importanti, come quello che accadde quando furono inizialmente scoperte le Isole Canarie, seguite dalla scoperta di altre isole dell'Atlantico. Come nel caso della cartografia generale, alcune delle carte iniziarono a incorporare anche raffigurazioni decorative. Strumenti di navigazione come questi non solo hanno avuto un impatto significativo sull'idea di spazio attraverso gli imperi iberici, ma hanno anche svolto un ruolo nella mobilità. Con l'uso di strumenti pratici come i portolani, si poté navigare con maggiore successo e rispettivamente di spostarsi in base alla classe in base a tale successo.

## Cartografia portoghese

"Terra Brasilis" - particolare dal Atlante Miller (1519), oggi nella Biblioteca nazionale di Francia.

La più antica carta nautica portoghese firmata, creata da Pedro Reinel, risale al 1485. A quel tempo, il Portogallo aveva già finanziato innumerevoli viaggi esplorativi nell'Atlantico e si era distinto quale tedoforo dell'Età delle scoperte. Caratteristica precipua della cartografia portoghese era l'includere nelle mappe informazioni pratiche di navigazione acquisite (e tramandate) dai vari ammiragli/piloti. Il famoso Atlante catalano del 1375 era appunto una mappa di questo tipo. Quando i portoghesi esploravano le coste (es. in Africa occidentale), cartografi e navigatori registravano attentamente i progressi dell'esplorazione oltre a riportare i dintorni della costa sulle mappe: città, fiumi e catene montuose iniziarono a comparire sulle mappe, mentre altre includevano ancora solo il minimo indispensabile del profilo della costa. Le mappe iniziarono ad assumere un valore ornamentale: la loro finalità non erano più solo a ricerca di conoscenze politico-economiche ma diventava decorativa. Furono sempre i portoghesi ad includere la rappresentazione dei sistemi eolici nella loro mappe.

Sfortunatamente, la maggior parte di queste mappe non è sopravvissuta.
Dopo che Bartolomeo Diaz doppiò il Capo di Buona Speranza e Vasco da Gama raggiunse l'India, tutti gli ammiragli delle armate indiane raccolsero sempre più dettagliate informazioni, politiche oltre che geografiche, sull'Africa e l'Oceano Indiano. Dai tempi di Enrico il Navigatore, la summa delle conoscenze geografiche di volta in volta acquisite dai naviganti portoghesi fu il Padrão Real, la principale carta geografica lusitana, ufficiale e segreta, utilizzata come modello per le carte geografiche e nautiche che si trovavano a bordo di tutte le navi portoghesi durante il XVI secolo. Nel Cinquecento, il Padrão Real pendeva dal soffitto nel dipartimento mappe della Casa da Índia, nel Palazzo della Ribeira (Lisbona), accessibile solo agli agenti della Corona e attentamente sorvegliato contro spie e mercanti stranieri. La custodia e l'aggiornamento della mappa erano compito personale del Piloto-mor, l'ufficiale regio incaricato di formare i piloti. Nel 1548 il Padrão passò in gestione al neonato ufficio del Cosmografo-mor, carica inizialmente ricoperta dal matematico Pedro Nunes. Il famoso Planisfero di Cantino, "la mappa più importante della storia della cartografia portoghese, e anche del mondo", realizzata in Italia nel 1502, è una copia del Padrão Real ottenuta dalla spia Cantino (al soldo del duca di Ferrara Ercole I d'Este) da un cartografo portoghese corrotto tra il dicembre 1501 e l'ottobre 1502, quando cioè la Casa da Índia era stata appena istituita.
Una volta compresi i sistemi eolici dell'Oceano Atlantico e dell'Oceano Indiano, i portoghesi sfruttarono tale conoscenza per espandere ulteriormente le loro rotte commerciali, estendendo il loro impero. Molto innovativi nella loro creazione di mappe, i lusitani facevano ancora molto affidamento sulla conoscenza cartografica di altri (arabi, giapponesi e cinesi) quando si trattava dell'effettiva osservazione e mappatura del mondo: le loro mappe erano quindi un miscuglio di informazioni fresche reperite dai capitani/piloti della Corona e conoscenze acquisite dai popoli stranieri (spesso musulmani) soprattutto relativamente alla resa grafica delle masse continentali e non delle sole coste.
Con il passare del tempo, le rotte portoghesi iniziarono a diventare più conosciute; le loro mappe ad apparire all'estero. Navigatori portoghesi iniziarono inoltre a lavorare per altri paesi, favorendo la conoscenza dei segreti dell'impero portoghese. I portoghesi utilizzarono anche la cartografia per integrare le popolazioni indigene sotto il loro dominio coloniale.

## Cartografia spagnola

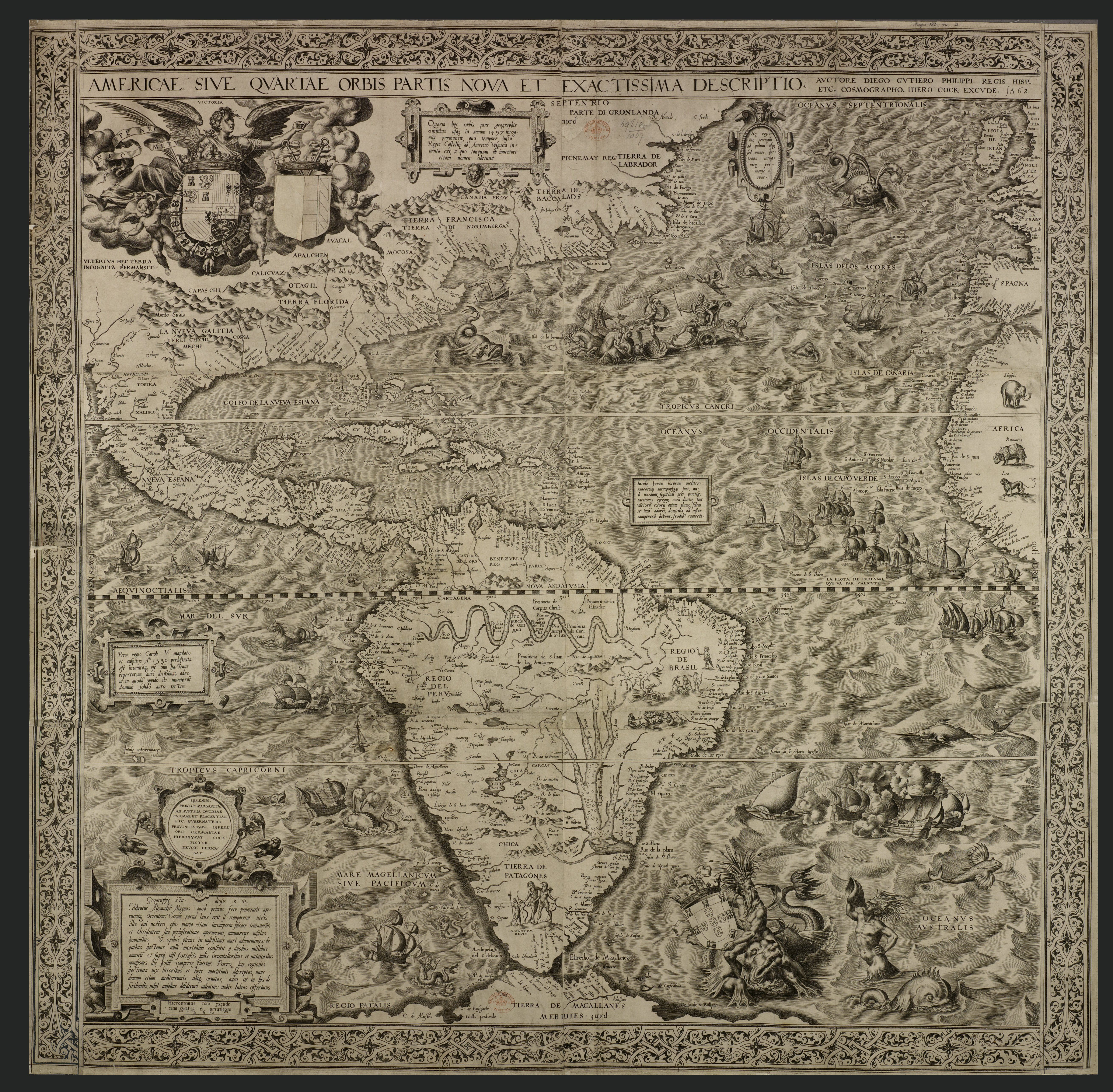
Americae Sive Qvartae Orbis Partis Nova Et Exactissima Descriptio, 1562

Il Padrón Real (dal 1527 Padrón General) era la principale carta geografica spagnola, ufficiale e segreta, utilizzata come modello per le carte geografiche e nautiche che si trovavano a bordo di tutte le navi spagnole durante il XVI secolo. La redazione e aggiornamento della carta avveniva a Siviglia a cura della Casa de Contratación de Indias. I piloti delle navi spagnole erano obbligati ad utilizzare una copia della carta ufficiale, sotto pena di una multa di 50 dobloni.
Probabilmente una copia di grandi dimensioni era appesa al muro dell'antico Alcázar di Siviglia. Molti cartografi ufficiali e piloti contribuirono alla sua realizzazione, fra i quali Amerigo Vespucci, Sebastiano Caboto, Alonso de Santa Cruz e Juan López de Velasco.
A differenza delle mappe create in Portogallo, quelle prodotte in Spagna erano pesantemente custodite con un'aria di segretezza. Gli Asburgo custodivano pesantemente le mappe e il loro livello avanzato di conoscenza geografica perché non volevano che nessuno dei loro rivali potesse ottenerle in alcun modo da usare contro di loro o da usare per espandere i propri imperi in terre che la Spagna era guardando. La protezione delle mappe dalla caduta in mani indesiderabili è stata assicurata dal divieto di una qualsiasi delle mappe di apparire in stampa. Ciò impediva a chiunque non fosse una persona coinvolta attivamente negli affari dell'impero spagnolo di visualizzare le mappe. Con la stampa di mappe spagnole non solo scoraggiata, ma del tutto limitata, ne sono sopravvissute pochissime. La cartografia non era affatto assente dall'impero spagnolo. Al contrario, furono usati come uno sforzo imperiale per autorappresentarsi come un impero atlantico o globale. La maggior parte di questa attenzione è stata posta sulle Indie e sulla creazione di una rappresentazione spaziale delle strutture che dovevano ancora esaminare, ma avevano bisogno di integrarsi con i dati geografici che avevano già ottenuto per sviluppare le mappe.
Come accennato in precedenza, la rivoluzione del pensiero razionale di Tolomeo è stata ciò che ha creato un periodo così potente nel tempo quando si trattava di cartografia, perché stava unendo la trasparenza con una funzione politica ancora da realizzare. La Spagna lo utilizzò attraverso il suo impero americano. A volte, attraverso la cartografia, la cultura spagnola è stata in grado di elaborare qualcosa di più di un'idea bidimensionale dello spazio, specialmente nei casi in cui i climi sono mostrati come una "parte della sfera". Detto questo, al di fuori della cartografia, manca l'idea dello spazio in altri aspetti della cultura.
Con le strutture di massa continentale, opposte all'originale messa a fuoco sull'oceano, diventando più popolari sulle mappe, due cose iniziarono a cambiare quando si trattava della cartografia spagnola. Innanzitutto, lo spazio veniva considerato sotto una luce diversa e, in secondo luogo, anche il modo in cui venivano disegnate le mappe cominciava a cambiare. Molti di questi cambiamenti stavano avvenendo in conseguenza dell'esplorazione del Nuovo Mondo. Dove in precedenza le mappe erano state sotto stretta sorveglianza, la disponibilità iniziò ad aumentare. Non solo, ma il significato della rappresentazione cartografica ha seguito una tendenza simile e le connotazioni geografiche non hanno più limitato il modo in cui le mappe sono state sviluppate. Al fine di capire il modo migliore per stabilire il controllo della terra sovrana, i funzionari del governo della Spagna hanno iniziato a registrare, in dettaglio di massa, sulla terra territoriale di detti stabilimenti. Non lo hanno fatto senza un suggerimento significativo, ma è comunque successo. Le informazioni ottenute per soddisfare i requisiti per la registrazione sono state spesso prese da commercianti che potevano fornire informazioni accurate in base all'esperienza. L'utilizzo delle informazioni significative consentì all'impero spagnolo di sviluppare politiche appropriate da incorporare nelle aree in espansione. Mentre le precauzioni estreme prese per tenere nascoste le mappe spagnole potrebbero alludere al fatto che le mappe non facevano parte dello sforzo imperiale, non era così. Le mappe erano parte integrante delle autorappresentazioni della Spagna, che era in grado di mostrarsi come un impero atlantico attraverso la lente cartografica. Attraverso i loro sforzi e le loro ambizioni, che sono state registrate visivamente sulle relativamente poche mappe spagnole sopravvissute, la Spagna è stata in grado di facilitare la persistenza delle tendenze culturali. Approfondendo ciò, se ne può fare una rappresentazione attraverso il rapporto tra Spagna e America, dove è iniziata davvero una razionalizzazione geometrica attraverso la cartografia in termini di spazio. Fu alla fine del XVI secolo che la Spagna riuscì a rappresentare questa idea attraverso la razionalizzazione dell'impero americano, che cominciava a diffondersi un po' troppo sottile.
Col passare del tempo nel XVI secolo, lo sviluppo delle mappe spagnole iniziò ad aumentare, principalmente quelle che raffiguravano il Nuovo Mondo. L'effettiva quantità numerica delle mappe è sconosciuta, ma non si pensa che sia stata particolarmente bassa. Il fatto era, tuttavia, che esistevano solo in forma manoscritta, e tuttavia solo alcune persone erano in grado di mettere le mani su quel manoscritto. Questo è ancora un miglioramento rispetto a quanto rigorosamente gli spagnoli proteggessero le loro mappe nei secoli precedenti, ma c'era ancora un'aria di quella protezione. Per la maggior parte, solo le persone coinvolte nell'esplorazione o nella conquista del Nuovo Mondo erano in grado di ottenere le mappe. C'erano alcune eccezioni a quella particolare regola che includeva persone che conoscevano bene il latino, pubblicazioni educative per i dotti o prodotte per coloro che non si trovavano entro i confini della terra iberica. I lettori medi che volessero guardare una mappa del genere dovrebbero avere accesso a una versione del mercato nero o trovare una produzione xilografica.

### Esplicative
1. ↑  '(i portolani) sono il complemento indispensabile delle carte nautiche, in quanto indicano le informazioni non rappresentabili sulle carte: una descrizione accurata dell'aspetto verticale della costa, segnalamenti marittimi di rilievo, piani nautici di porti e rade, suggerimenti per la condotta della navigazione, l'ancoraggio e l'entrata in porto..." in Marina Militare, pubblicazioni nautiche

### Bibliografiche
1. 1 2 3  Edson 2007, p. 55.
2. ↑  Peter Whitfield in New Found Lands. Maps in the History of Exploration osserva che "una persona a Siviglia, Amsterdam o Londra poteva conoscere l'America, il Brasile o l'India, mentre gli indigeni conoscevano solo i loro immediati dintorni"
3. ↑  (EN) Bendall S, Introduction, in To The Ends of the Earth: 100 Maps That Changed the World, Londra, Marshall Editions, 2006,  p. 8.
4. ↑  Padrón 2004, p. 65.
5. ↑  Edson 2007, p. 165.
6. ↑  Harwood 2006, p. 22.
7. ↑  (EN) Thrower NJW, Maps & Civilization: Cartography in Culture and Society, University of Chicago Press, 2008,  p. 56.
8. ↑  Edson 2007, p. 69.
9. 1 2  Harwood 2006, pp. 32-51.
10. ↑  Edson 2007, p. 202.
11. ↑  (EN) Short JR, The World Through Maps: A History of Cartography, Firefly Books, ltd, 2003,  p. 62.
12. ↑  Padrón 2004, pp. 61-62.
13. 1 2  Newitt 2005, p. 7.
14. ↑  Newitt 2005, p. 48.
15. ↑  Edson 2007, pp. 53-58.
16. ↑  Harwood 2006, p. 73.
17. ↑  Newitt 2005, p. 62.
18. ↑  (PT) Alfredo Pinheiro Marques, Origem e desenvolvimento da cartografia portuguesa na época dos Descobrimentos, Impr. Nacional-Casa da Moeda, 1987.
19. ↑  Newitt 2005, p. 265.
20. ↑  Newitt 2005, p. 203.
21. ↑  (EN) Safier N, The Confines of Colony: Boundaries, Ethnographic Landscapes, and Imperial Cartography in Iberoamerica, in Akerman JR (a cura di), The Imperial Map: Cartography and the Mastery of Empire, University of Chicago Press, 2009,  p. 178.
22. 1 2 3  Brown 1979, p. 143.
23. ↑  (EN) True DO, Cabot Explorations in North America, 1956.
24. ↑  Padrón 2004, p. 13.
25. ↑  Padrón 2004, pp. 40-49.
26. ↑  Padrón 2004, p. 32.
27. ↑  (EN) Scammell GV, The First Imperial Age, European Overseas Expansion c.1400–1715, Routledge, 1997,  p. 218, ISBN 0-415-09085-7.
28. ↑  Padrón 2004, pp. 12-13.
29. ↑  Padrón 2004, p. 39.
30. ↑  Padrón 2004, p. 118.